# Norwegische Badmintonmeisterschaft 1969
Die Norwegische Badmintonmeisterschaft 1969 fand in Oslo statt. Es war die 25. Austragung der nationalen Meisterschaften von Norwegen im Badminton.

## Titelträger
| Disziplin    | Sieger                        |
| ------------ | ----------------------------- |
| Herreneinzel | Hans Sperre                   |
| Dameneinzel  | Ragnhild Holand               |
| Herrendoppel | Jan Holtnæs Pål Øian          |
| Damendoppel  | Kari Jørgensen Elisabeth Eide |
| Mixed        | Harald Nettli Elisabeth Eide  |